# Nazionale maschile di roller derby dell'Australia
La nazionale di roller derby maschile della Australia è la selezione maggiore maschile di roller derby, il cui nickname è Team Australia o The Wizards of Aus, che rappresenta l'Australia nelle varie competizioni ufficiali o amichevoli riservate a squadre nazionali. Si è classificata quinta nel campionato mondiale di roller derby maschile 2014.

## Risultati
Legenda: Grassetto: Risultato migliore, Corsivo: Mancate partecipazioni

## Dettaglio stagioni

### Amichevoli
| Stagione | Vin | Par | Per | Tot | PF  | PS  | avversaria    |
| -------- | --- | --- | --- | --- | --- | --- | ------------- |
| 2014     | 1   | 0   | 0   | 1   | 330 | 122 | Nuova Zelanda |
|          |     |     |     |     |     |     |               |
| Totale   | 1   | 0   | 0   | 1   | 330 | 122 |               |

### Tornei

#### Mondiali
| Stagione | regular season | regular season | regular season | regular season | regular season | regular season | playoff | playoff | playoff | playoff | playoff | playoff   | playoff    |
|          | Vin            | Par            | Per            | Tot            | PF             | PS             | Vin     | Per     | Tot     | PF      | PS      | risultato | avversaria |
| -------- | -------------- | -------------- | -------------- | -------------- | -------------- | -------------- | ------- | ------- | ------- | ------- | ------- | --------- | ---------- |
| 2014     | 2              | 0              | 1              | 3              | 400            | 194            | 2       | 1       | 3       | 591     | 826     | Quinta    | Galles     |
| 2016     |                |                |                |                |                |                |         |         |         |         |         |           |            |
|          |                |                |                |                |                |                |         |         |         |         |         |           |            |
| Totale   | 2              | 0              | 1              | 3              | 400            | 194            | 2       | 1       | 3       | 591     | 826     |           |            |

### Riepilogo bout disputati
| Anno | Luogo      | Evento     | Fase del torneo          | Incontro                  | Risultato |
| 2013 | Sydney     | Amichevole |                          | Australia - Nuova Zelanda | 330 - 122 |
| 2014 | Birmingham | Mondiale   | Fase a gironi            | Germania - Australia      | 12 - 232  |
| 2014 | Birmingham | Mondiale   | Fase a gironi            | Irlanda - Australia       | 65 - 111  |
| 2014 | Birmingham | Mondiale   | Fase a gironi            | Australia - Francia       | 57 - 117  |
| 2014 | Birmingham | Mondiale   | Quarti di finale         | Inghilterra - Australia   | 388 - 138 |
| 2014 | Birmingham | Mondiale   | Semifinale 5º - 8º posto | Australia - Argentina     | 252 - 238 |
| 2014 | Birmingham | Mondiale   | Finale 5º - 6º posto     | Australia - Galles        | 201 - 200 |

## Confronti con le altre Nazionali
Questi sono i saldi dell'Australia nei confronti delle Nazionali incontrate.

### Saldo positivo
| Nazionale     | Giocate | Vinte | Pareggiate | Perse | PF  | PS  | Ultima vittoria | Ultimo pari | Ultima sconfitta |
| ------------- | ------- | ----- | ---------- | ----- | --- | --- | --------------- | ----------- | ---------------- |
| Germania      | 1       | 1     | 0          | 0     | 232 | 12  | 2014            | -           | -                |
| Nuova Zelanda | 1       | 1     | 0          | 0     | 330 | 122 | 2013            | -           | -                |
| Irlanda       | 1       | 1     | 0          | 0     | 111 | 65  | 2014            | -           | -                |
| Argentina     | 1       | 1     | 0          | 0     | 252 | 238 | 2014            | -           | -                |
| Galles        | 1       | 1     | 0          | 0     | 201 | 200 | 2014            | -           | -                |

### Saldo negativo
| Nazionale   | Giocate | Vinte | Pareggiate | Perse | PF  | PS  | Ultima vittoria | Ultimo pari | Ultima sconfitta |
| ----------- | ------- | ----- | ---------- | ----- | --- | --- | --------------- | ----------- | ---------------- |
| Inghilterra | 1       | 0     | 0          | 1     | 138 | 388 | -               | -           | 2014             |
| Francia     | 1       | 0     | 0          | 1     | 57  | 117 | -               | -           | 2014             |